# Civitan International

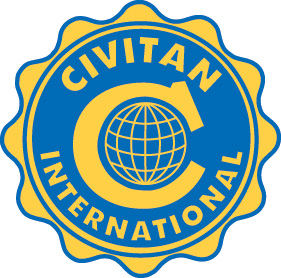
Civitan-logo

Civitan International, mit Sitz in Birmingham, Alabama, ist ein 1917 gegründetes System von Serviceclubs. Der Organisation gehören 40.000 Mitglieder (Civitans genannt) in fast 1.000 Clubs auf der ganzen Welt an.

## Geschichte

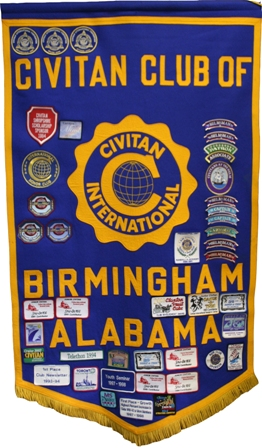
Civitan Club Banner

Im Jahr 1917 war eine Gruppe von Geschäftsleuten aus Birmingham, Alabama, die  Mitglieder des örtlichen Rotary Clubs  davvon überzeugt, dass sich der Club zu sehr auf die Förderung der Geschäfte der Clubmitglieder konzentriere, und traten daher aus dem örtlichen Charter des  Club aus. Unter der Leitung von Courtney Shropshire, einem ortsansässigen Arzt, gründeten sie einen unabhängigen Serviceclub mit dem Namen Civitan, abgeleitet von dem lateinischen Wort für Bürgerschaft.
Nur einen Monat nach der Gründung des Clubs traten die Vereinigten Staaten in den Ersten Weltkrieg ein. Da sich alle Aufmerksamkeit auf den Krieg richtete, blieb Civitan eine lokale Organisation. Einige der ersten Projekte, die der Club durchführte, war die Unterstützung von  Soldaten, Hilfe für  europäische Kriegswaisen und  die Förderung der Wahlbeteiligung durch die Übernahme von Wahlsteuern.
Shropshire schwebte eine internationale Organisation von Civitan Clubs vor, die sich dem Dienst an der Menschheit widmen sollte. Der Gründungsprozess wurde eingeleitet, und 1920 wurde die International Association of Civitan Clubs gegründet. In den Jahren unmittelbar nach dem Ersten Weltkrieg erlebte die Organisation ein schnelles Wachstum. Im Juni 1922 nahmen an der zweiten internationalen Convention Delegierte aus 115 Clubs teil; insgesamt gab es mehr als 3.300 Civitans in den Vereinigten Staaten. Serviceclubs wie Civitan erfreuten sich großer Beliebtheit, denn sie förderten die Aufbruchstimmung, die einen Großteil der Roaring Twenties prägte.

## Internationale Aktivitäten
Civitan hat Clubs in 49 Ländern und ist stark international ausgerichtet. Aufgrund seines langjährigen Engagements in Westafrika wurde Civitan vom Sondergerichtshof für Sierra Leone eingeladen, den Kriegsverbrecherprozess gegen den ehemaligen liberianischen Präsidenten Charles Taylor zu beobachten, der in den Räumlichkeiten des Internationalen Strafgerichtshofs in Den Haag stattfand. Civitan Clubs sind in folgenden Ländern aktiv:
- Bangladesch
- Kamerun
- Kanada
- China
- Elfenbeinküste
- Dänemark
- Ägypten
- Estland
- Deutschland
- Ghana
- Haiti
- Ungarn
- Indien
- Italien
- Japan
- Jordanien
- Kenia
- Liberia
- Mexiko
- Moldawien
- Nepal
- Niederlande
- Nigeria
- Norwegen
- Pakistan
- Philippinen
- Rumänien
- Russland
- Senegal
- Sierra Leone
- Slowakei
- Südkorea
- Schweden
- Taiwan
- Tansania
- Thailand
- Togo
- Uganda
- Ukraine
- Vereinigtes Königreich
- Vereinigte Staaten von Amerika